# Eupithecia mustangata
Eupithecia mustangata là một loài bướm đêm trong họ Geometridae.